# Isla Pavón
Isla Pavón är en ö i Argentina.   Den ligger i provinsen Santa Cruz, i den södra delen av landet, 1 900 km sydväst om huvudstaden Buenos Aires.
Trakten runt Isla Pavón består i huvudsak av gräsmarker. Trakten runt Isla Pavón är nära nog obefolkad, med mindre än två invånare per kvadratkilometer.